# 三角椰子
三角椰子（学名：Dypsis decaryi），又名三角檳榔，是原產於馬達加斯加雨林的一種棕櫚科植物。它們可以高達15米，但在原產環境以外卻不能長得那麼高，因在種植上還算是新的品種。葉子長約2.5米，在近樹幹部份向上彎曲，逐步向尖端彎曲約1米。葉子基部在三個部份長出，形成一個三角形，故得此名。花朵從葉下長出，呈黃色及綠色。果實呈黑色及圓形，但不可吃，直徑長2.5厘米。它們全年也會開花，呈色彩鮮艷。
三角椰子可以作為觀賞植物，但要在開放的地方才可以顯示它們獨有的形態。它們喜歡陽光及定時澆灌，也可忍耐一些乾旱及陰暗。砂質土壤較適合它們。由於移植它們的效果並不理想，故它們並不適合在商業種植。它們的果實具有高度養份。它們生長得很快，種子在一個月內就會發芽。

## 保育狀況
雖然三角椰子已在不同地方種植，但在馬達加斯加南部卻只餘下約1000株。它們受到山火及採集種子出口的威脅。
其被列為《瀕危野生動植物種國際貿易公約》（CITES）附錄二的物種，被限制出口及貿易。

## 外部連結

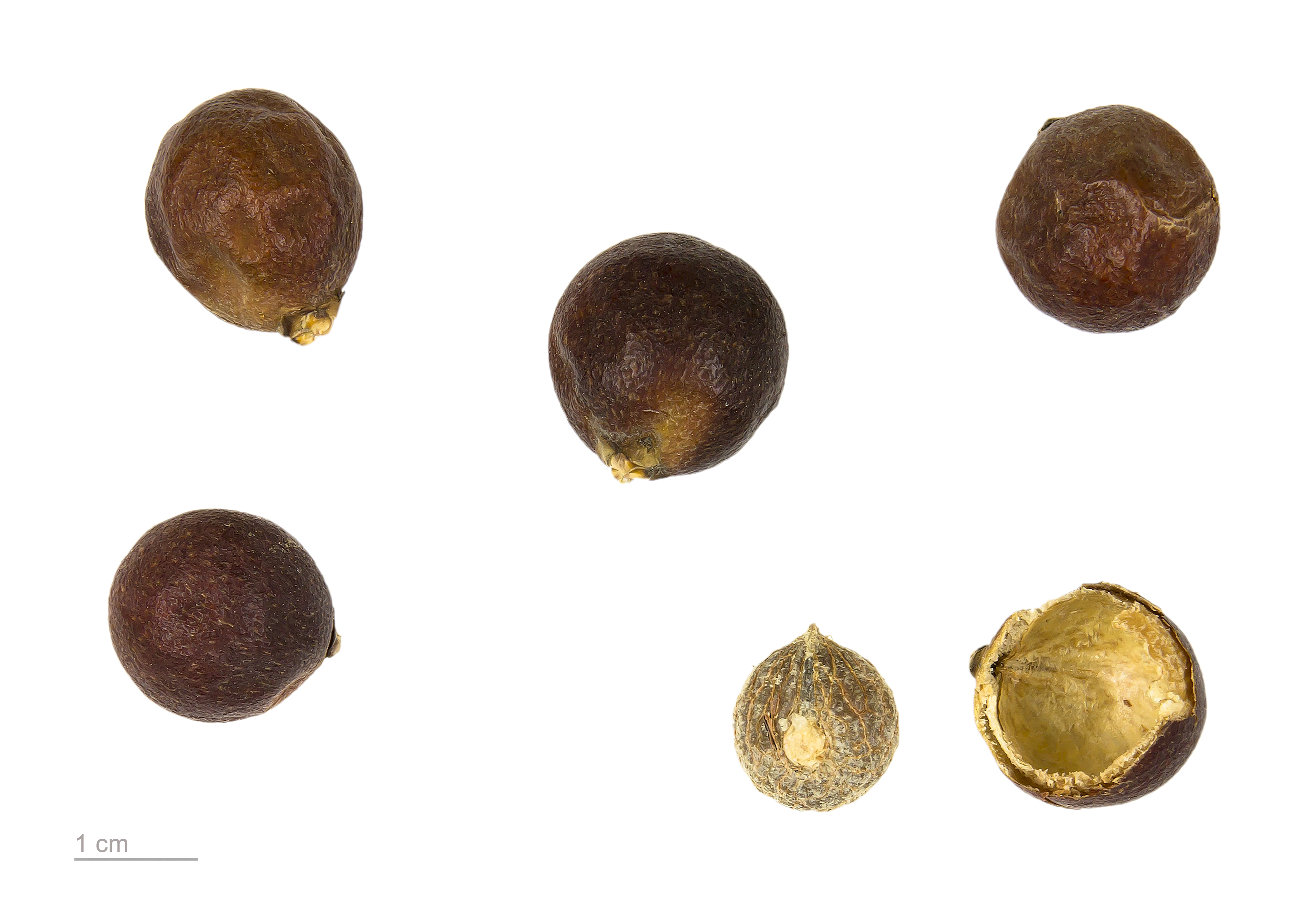
Dypsis decaryi

- Dypsis decaryi（页面存档备份，存于）